# NGC 672
NGC 672 é uma galáxia espiral barrada (SBc) localizada na direcção da constelação de Triangulum. Possui uma declinação de +27° 25' 58" e uma ascensão recta de 1 horas, 47 minutos e 54,0 segundos.
A galáxia NGC 672 foi descoberta em 26 de Outubro de 1786 por William Herschel.